# (5887) Yauza
(5887) Yauza (1976 SG2) – planetoida z grupy pasa głównego asteroid okrążająca Słońce w ciągu 3,29 lat w średniej odległości 2,21 j.a. Odkryta 24 września 1976 roku.